# 돌스 (2002년 영화)
《돌스》(Dolls)는 2002년 10월 12일에 개봉된 일본의 영화이다. 기타노 다케시가 감독, 쇼치쿠가 배급을 맡았으며, 오피스 키타노 등이 제작을 담당했다. 제59회 베네치아 국제 영화제 경쟁 부문 정식 출품작이다. 캐치프레이즈는 〈당신이 여기 있어 주었으면 좋겠어.〉

## 개요
기타노 다케시가 《그 여름 가장 조용한 바다》 이후 11년 만에 러브스토리에 도전한 작품이다. 서로 다른 세 커플의 이야기가 엇갈려 각각의 인생에 희망을 가지려는 찰나에 죽음에 직면하는 무정을 그린 작품으로, 다케시는 〈지금까지 영화 중 가장 폭력적인 영화다.〉라고 발언했다.
러시아에서 큰 성공을 거두며 2년에 걸쳐 롱런했다. 이 작품으로 러시아의 취향을 알게되어, 후에 러시아를 위한 광고 출연으로 이어졌다.
제59회 베네치아 국제 영화제 경쟁 부문 정식 출품작이다.

## 줄거리
세 쌍의 남녀들의 서로 다른 이야기가 진행된다.
- 한 남자(마쓰모토, 니시지마 히데토시)가 약혼까지 했던 여자 친구(사와코, 간노 미호)를 버리고 회사 사장의 딸과 결혼식을 올리는 날, 사와코가 자살 시도 후 정신이 이상해졌다는 소식을 듣고, 남자는 그녀를 병원에서 데리고 나와 도망친다.
- 다른 남자(누쿠이, 다케시게 쓰토무)는 아이돌 스타 하루나(후카다 교코)의 열혈 팬이다. 그는 그녀가 자동차 사고로 다치자, 자신도 스스로 장님이 된다.
- 나이 든 야쿠자(히로, 미하시 다쓰야)가 젊었을 적 여자 친구(마쓰바라 지에코)를 만나려고 한다.

## 출연진
- 사와코: 간노 미호
- 마쓰모토: 니시지마 히데토시
- 야쿠자: 미하시 다쓰야, 쓰다 신지 (어린시절)
- 료코: 마쓰바라 지에코, 다이케 유코 (어린시절)
- 마쓰모토의 동료: 오모리 나오
- 하루나: 후카다 교코
- 누쿠이: 다케시게 쓰토무
- 하루나 엄마: 요시자와 료코
- 하루나의 숙모: 기시모토 가요코
- 하루나의 매니저: 오스기 렌
- 킬러: 모로 모로오카

## 수상
- 다마스커스 국제 영화제 - 최우수 작품상
- 제4회 문화청 우수 영화상 - 장편 영화 부문 우수 영화상
- 제12회 도쿄 스포츠 영화 대상
  - 작품상
  - 여우조연상(간노 미호)